# 錐吻泳海鯰
錐吻泳海鯰為輻鰭魚綱鯰形目海鯰科的其中一種，分布於亞洲新幾內亞Lorentz河流域，體長可達20公分，棲息在溪流底中層水域，生活習性不明。